# Botrychium multifidum
Espèce
Le Botryche à feuille de Rue (Botrychium multifidum) est une petite fougère vivace de la famille des Ophioglossaceae et du genre Botrychium. Principalement montagnarde, cette espèce affectionne essentiellement les pelouses rases sur terrain siliceux et est présente dans les régions tempérées et froides de l'hémisphère nord.
« Botrychium » vient du grec « botrus », grappe (allusion à l'aspect des fructifications). L'épithète « multifidum », signifiant "à feuilles multifides" fait allusion au caractère très découpé des feuilles stériles. Le nom vernaculaire "Botryche à feuille de Rue" vient de l'ancien nom Botrychium rutaefolium, les feuilles rappelant celles de la Rue officinale
Ce taxon est protégé au niveau international par la Convention de Berne en Annexe I. En France, il est également protégé au niveau national en Article 1.

## Liens externes

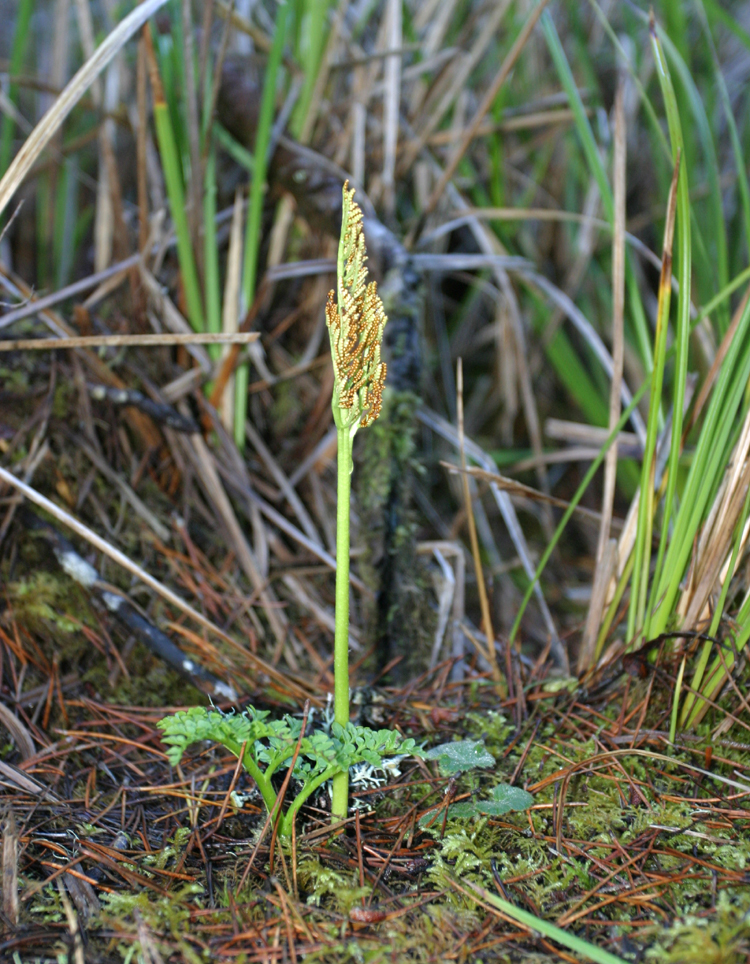
Botrychium multifidum

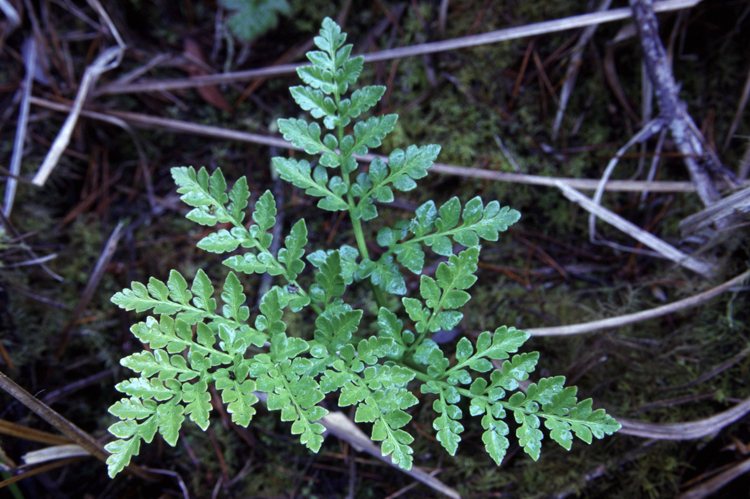
Botrychium multifidum